# Ivan Kušan
Ivan Kušan (Sarajevo, 30. kolovoza 1933. – Zagreb, 20. studenoga 2012.) bio je hrvatski književnik i akademik. Diplomirao i magistrirao na Akademiji likovnih umjetnosti u Zagrebu. Uređivao više časopisa (Telegram, Most i dr.) i biblioteka (Modra lasta, Smib, Hit-junior). Redovni profesor ADU u Zagrebu. Kao slikar samostalno je izlagao dva puta. Prevodio je s engleskog, francuskog i ruskog jezika.

## Životopis
Ivan Kušan rodio se 30. kolovoza 1933. u Sarajevu. Diplomirao je i magistrirao na Akademiji likovnih umjetnosti u Zagrebu. Od 1980. do 1994. bio je profesor dramaturgije na Akademiji dramskih umjetnosti.
Od 1955. djelovao je kao prevoditelj s engleskog, francuskog i ruskog jezika. Godine 1956. objavio je prvi od svojih poznatih dječjih romana (Uzbuna na Zelenom vrhu) koji sve do danas izlazi u nizu izdanja i postaje obvezatnom[nedostaje izvor] školskom lektirom. Godine 1958. objelodanio je zacijelo jedan od svojih najvažnijih[nedostaje izvor] romana Razapet između.
Od 1970. godine pisao je za kazalište, radio, televiziju i film dramatizirajući vlastite tekstove te iznoseći nove, često provokativne teme. Njegova drama Svrha od slobode prikazana je u režiji Miroslava Međimorca 1971. na Dubrovačkim ljetnim igrama. Nakon što je tamo doživjela dvije izvedbe, a u Studentskom centru u Zagrebu treću, ugašena je iz političkih razloga.[nedostaje izvor] Igor Mrduljaš međutim, u pogovoru za izdanje te drame iz 1995. naziva tu predstavu "vrhuncem hrvatskoga glumišta".
Kušan je bio urednik za književnost na Radio Zagrebu, za crtani film u Zagreb filmu, uređivao je više časopisa (Telegram, Most i dr.) i biblioteka (Modra lasta, Smib, Hit-junior), te bio urednik u Školskoj knjizi. 
Akademik Ivan Kušan širokom je krugu čitatelja uglavnom poznat po izuzetno uspješnim romanima za djecu - prema njegovoj knjizi Koko i duhovi snimljen je istoimeni film - no bio je također i pisac romana za odrasle. Romani i pripovijesti književnika Ivana Kušana postigli su izvanrednu popularnost kod čitatelja što se do danas nije promijenilo. Godine 2002. njegovi dječji romani digitalizirani su u Međunarodnoj dječjoj digitalnoj knjižnici u Washingtonu, SAD.[nedostaje izvor]
Svojim talentom, posebnošću, kritičkim odnosom prema stvarnosti i pedesetogodišnjim plodnim književnim radom, akademik Ivan Kušan dao je izuzetan doprinos i ostavio značajan trag u hrvatskoj književnosti. Umro je 20. studenog 2012.

## Nagrade i priznanja
Akademik Kušan dobitnik je brojnih književnih nagrada, odličja i priznanja od kojih se izdvajaju: 
- Odličje Danice s likom M. Marulića (1996.)
- Godine 1997. Nagrada Vladimir Nazor za životno djelo u području književnosti (1998.)[5]
- Nagrada Grada Zagreba za Domaću zadaću (1961.)
- Nagrada Grada Zagreba za Toranj (1970.)
- II. Nagrada na natječaju radio-drama Prag-Varšava-Zagreb
- Nagrada Večernjeg lista za kratku priču (1988. I.  i 1995. III.)
- Nagrade Grigor Vitez i Ivana Brlić-Mažuranić za Koko u Parizu
- Nagrada Grada Vršca za komediju Čaruga, Sterijino pozorje, Novi Sad (1978.).[3]

## Djela
Kušan je širom krugu čitatelja uglavnom poznat po romanima za djecu (serijal o Koku), no pisac je također i romana za odrasle. Prema njegovim knjigama snimljeno je nekoliko filmova i tv serija. 

### Romani i priče za djecu
- Serijal o Koku
  - Uzbuna na Zelenom Vrhu (roman za djecu, 1956.) (ekraniziran 2017.)
  - Koko i duhovi (roman za djecu, 1958.) (ekraniziran 2011.)
  - Domaća zadaća (roman za djecu, 1960.)
  - Zagonetni dječak (roman za djecu, 1963.) (ekraniziran 2013.)
  - Lažeš, Melita (roman za djecu, 1965.)[6]
  - Koko u Parizu (roman za djecu, 1972.)
  - Strašni kauboj (zbirka pripovjedaka, 1982.)
  - Ljubav ili smrt (roman za mladež, 1987.) (ekraniziran 2014.)
  - Koko u Kninu (roman za mladež, 1996.)

### Romani, priče, putopisi
- Trenutak unaprijed (novele, 1957.)
- Razapet između (roman, 1958.)
- Zidom zazidani (roman, 1960.)
- Toranj (roman, 1970.)
- Veliki dan (novele, 1970.)
- Naivci (roman, 1975.)
- Prerušeni prosjak (roman, 1986.)
- 100 najvećih rupa (proza, 1993.)
- Ljubi susjeda svoga (priče, 1995.)
- Medvedgradski golubovi (roman, 1995.)
- Promišljeni, dugi gnjev (priče i zapisi, 1997.)
- Knjiga za mladež i starež (izabrane proze, 1998.)
- Nasljednik indijskog cara (proza, 2000.)

### Drame
- Čaruga
- Ljepotica i zvijer
- Narodni glas
- Psihopati
- Rupa za udaju
- Spomenik Demostenu
- Svrha od slobode (pet drama, 1995.)
- Vaudeville

## Vanjske poveznice
- HAZU, Ivan Kušan